# Idaea gynochromaria
Idaea gynochromaria är en fjärilsart som beskrevs av Homberg 1911. Idaea gynochromaria ingår i släktet Idaea och familjen mätare. Inga underarter finns listade i Catalogue of Life.